# Ондіріс (Астраханський район)
Онді́ріс (каз. Өндіріс) — село у складі Астраханського району Акмолинської області Казахстану. Входить до складу Новочеркаського сільського округу.
Населення — 277 осіб (2021; 464 у 2009, 561 у 1999, 607 у 1989).
Національний склад станом на 1989 рік:
- казахи — 100 %.

У радянські часи село називалось Ундрус.